# Vizigotsko kraljestvo
Vizigotsko kraljestvo (gotsko Gutþiuda Þiudinassus, latinsko Regnvm Visigothorvm je bilo od 5.-8. stoletja ena od germanskih nasledstvenih držav Zahodnega rimskega cesarstva na ozemlju sedanje jugozahodne Francije in na Iberskem polotoku. Nastalo je po naselitvi Vizigotov pod kraljem Valijom (vladal 415-418) v provinci Akvitaniji v jugozahodni Franciji in se z osvajanji postopoma razširilo na Iberski polotok. Kraljestvo je bilo de facto neodvisno od Vhodnega rimskega cesarstva, katerega poskusi, da bi ponovno osvojili Iberski polotok, so bili samo delno uspešni in kratkotrajni. 
Na začetku 6. stoletja so vizigotsko ozemlje v Galiji začeli osvajati Franki. Vizigoti so obdržali samo ozek obalni pas ob Sredozemskem morju (Septimanija) in Iberski polotok, na katerem so podjarmili Svebe in Baske. 
Etnične razlike med domorodnimi Hispano-romani in Vizigoti so v 6. stoletju začele izginjati. Gotski jezik je začel izgubljati svojo vlogo cerkvenega jezika in je po spreobrnitvi Vizigotov v katolištvo leta 589 popolnoma izginil. Z vizigotskim zakonikom Liber Iudiciorum, ki je bil dokončam leta 654, se je ukinila tradicionalno različna zakonodaja za Rimljane in Vizigote. Liber Iudiciorum je verjetno postal osnova za špansko zakonodajo srednjega veka.
Leta 711 so večino Vizigotskega kraljestva osvojili islamski osvajalci iz severne Afrike. V krščanskih rokah je ostal samo ozek severni pas Iberskega polotoka. Na tem ozemlju je lokalni zemljiški gospod Pelagij (špansko Pelayo), ki je bil zelo verjetno gotskega porekla, ustanovil srednjeveško Asturijsko kraljestvo.
Vizigoti in njihovi prvi kralji so bili arijanci in zato v sporu s katoliško cerkvijo. Po njihovem prestopu v nicejsko krščanstvo je cerkev preko Toledskih cerkvenih zborov dobila ogromen vpliv na posvetne zadeve.

## Zgodovina

### Federalno kraljestvo
V letih 407-409 so germanski Vandali z zavezniki Alani in Svebi vdrli preko zamrznjenega Rena in osvojili Iberski polotok. Vizigoti pod Alarikom I. (vladal 395–410) so leta 410 opustošili Rim in ujeli Galo Placidijo, sestro zahodnega rimskega cesarja Honorija. 
Vizigotski kralj Ataulf (vladal 410-415) je naslednjih nekaj let preživel v rimski Galiji in Hispaniji. Diplomatsko je izigraval konkurenčne germanske in rimske generale in leta 413 osvojil Narbonne in Toulouse. Po poroki z Galo Placidijo ga je cesar Honorij najel za pomoč pri ponovnem vzpostavljanju rimske oblasti v Hispaniji, ki so jo zasedli Vandali, Alani in Svebi.   
Honorij je leta 418 svoje vizigotske foederate pod kraljem Valijem (vladal 415-419) nagradil s podelitvijo ozemlja in dovoljenjem za naselitev v dolini Garone v Akvitanski Galiji. Naselitev je potekala verjetno v skladu s pravili, ki so veljala za odslužene rimske vojake (hospitalitas). Vizigotsko ozemlje sprva ni bilo prav veliko, imeli pa so pravico do pobiranja davkov v regiji.
Vizigoti s prestolnico v Toulousu, ki so bili de facto neodvisni, so se kmalu začeli širiti na ozemlje šibkega Rimskega cesarstva. Pod Teodorikom I. (vladal 418-451) so leta 425 in 430 napadli Arles in leta 436 Narbonne. Njihovo prodiranje je ustavil Flavij Ecij  in jih s pomočjo hunskih najemnikov leta 438 porazil. Leta 451 se je položaj obrnil: Huni so napadli Galijo in Teodorik se je zdaj skupaj z Ecijem bojeval proti Atili v bitki na Katalunskih poljih. Atila je bil poražen, Teodorik pa je v bitki padel.
Do leta 454 so Vandali osvojili severno Afriko, Svebi pa so zasedli večino Iberskega polotoka, zato je rimski cesar Avit poslal Vizigote v Hispanijo. Teodorik II. (vladal 453-466) je napadel in leta 456 v bitki ob reki Orbigo porazil svebskega kralja Rehiarja in zatem izropal svebsko prestolnico Bracaro Augusto (sodobna Braga, Portugalska). Goti so brez milosti opustošili tudi druga hispanska mesta in nekaj svetišč, verjetno zaradi podpore svebskega klera njihovemu kralju, in pobili del prebivalstva. Teodorik II. je prevzel oblast v Betiki, Kartaginski Hispaniji in južni Luzitaniji. Goti so za svoje zasluge leta 461 od cesarja Libija Severja dobil Narbonne, kar je med Galo-Rimljani v rimski vojski sprožilo upor pod Egidijevim vodstvom. Severju zvesti del rimske vojske in Vizigoti so se obrnili proti upornim Galo-Rimljanom in šele leta 465 zatrli njihov upor.

### Toulouško kraljestvo
Leta 466 je vizigotski prestol zasedel najmlajši Teodorikov sin Evrik (vladal 466-486). Na oblast je prišel z umorom svojega starejšega brata Teodorika II. (vladal 453-466), ki je tudi sam postal kralj po umoru svojega starejšega brata Torismunda. Pod Evrikom so se Vizigoti začeli širiti v Galijo in utrjevati svojo oblast v Hispaniji. Evrik se je večkrat vojskoval s Svebi, ki so obdržali nekaj oblasti v Luzitaniji. Osvojil je velik del njihovega ozemlja in leta 469 zasedel Emerito Augusto (Mérida). Vojskoval se je tudi z Zahodnim rimskim cesarstvom in leta 472 osvojil Tarakonsko Hispanijo, zadnji rimski branik v Hispaniji. Do leta 476 je razširil svojo oblast do Rone in Loare, se pravi nad večino južne Galije. Zasedel je tudi ključni rimski mesti Arles in Marseilles. Na svojih pohodih se je zanašal na del galsko-rimske in hispansko-rimske aristokracije, iz katere je izhajalo nekaj njegovih generalov in guvernerjev.
Vizigotsko kraljestvo je bilo uradno priznano, ko je zahodnorimski cesar Julij Nepos (vladal 473–480) sklenil zavezništvo z Evrikom in mu v zameno za njegovo vojaško službo in ozemlje v Provansi, vključno z Arlesom in Marseillesom, podelil ozemlje južno od Loare in zahodno od Rone. Ozemlje v Hispanjiji je ostalo pod vizigotsko oblastjo. Po Odoakerjevi odstavitvi zadnjega rimskega cesarja Romula Avgusta je Evrih hitro ponovno osvojil Provanso, kar je Odoaker uradno potrdil z mednarodno pogodbo.
Do leta 500 je Vizigotsko kraljestvo s središčem v Toulousu posedovalo Akvitansko in Narbonsko Galijo in večino Hispanje z izjemo galskega Svebskega kraljestva na severozahodu in majhnih ozemelj neodvisnih hispanskih ljudstev, na primer Baskov in Kantabrijcev. Evrikov sin Alarik II. (vladal 484–507) je objavil nov sveženj zakonov, Breviarium Alarici, in sklical cerkveni zbor v Agdu.
Vizigoti so se nato sprli s Franki kralja Klodvika I. (vladal 481-511), ki je osvojil severno Galijo. Po kratki vojni s Franki je moral Alarik zatreti upor v Tarakonski Hispaniji, katerega je verjetno sprožilo priseljevanje Vizigotov, ki so pred pod pritiskom Frankov umaknili v Hispanijo. Leta 507 so Franki ponovno napadli, tokrat skupaj z zavezniki Burgundi. Alarik II. je bil v bitki pri Vouilléju pri Poitiersu ubit in Franki so oplenili Toulouse. Vizigoti so do leta 508 izgubili večino svojega ozemlja v Galiji. Obdržali so samo Septimanijo na njenem skrajnem jugu.

### Špansko arijansko kraljestvo
Po smrti Alarika II. je prišel na prestol njegov izven zakonski sin Gezaleh (vladal  507 to 511), dokler ga ni v Barceloni napadel in premagal vladar Ostrogotskega kraljestva Teodorik Veliki in ga odstavil. Gezaleh je pobegnil in pregrupiral svojo vojsko in bil pri Barceloni ponovno poražen, ujet in usmrčen. Teodorik je za novega vizigotskega kralja imenoval svojega vnuka Amalrika (vladal 511-531), sina Alarika II.. Ker je bil Amalrik še otrok, je bila oblast v Hispaniji v resnici v rokah vizigotskega generala in regenta Tevdisa. Amalrik je prevzel oblast v svojem kraljestvu šele po Teodorikovi smrti leta 526. Njegova vladavina je trajala samo do leta 531, ko ga je pri Barceloni porazil in zatem usmrtil frankovski kralj Hildebert I.. Po njegovi smrti je vizigotski prestol zasedel Tevdis (vladal 531-548), ki je razširil vizigotsko oblast proti jugu in bil po neuspeli invaziji v Afriko ubit. V vizigotski Hispaniji se je pod kraljem Agilom I. (vladal 549–554) leta 549 začela državljanska vojna, ki je trajala pet let. Bizantinski cesar Justinijan I. je izkoristil priložnost in v Hispanijo poslal svojo vojsko in osvojil majhen obalni pas južne Hispanije, kjer je stanovil svojo provinco Španijo. Agila so ubili, novi vizigotski kralj pa je postal njegov sovražnik Atanagild (vladal 552-568). Atanagild  je napadel Bizantince, vendar jih ni mogel izgnati iz južne Španije in je moral uradno priznati njihovo nadoblast. 
Naslednji vizigotski kralj je bil Leovigild (vladal 569-21. april 586). Bil je učinkovit vojskovodja, ki je utrdil vizigotsko oblast v Španiji. V 570. letih se je na jugu vojskoval z Bizantinci in ponovno osvojil Kordobo. Vojskoval se je tudi s Svebi na severu in drugimi manjšimi neodvisnimi ljudstvi, vključno z Baski in Kantabrijci. Pomiril je severno Španijo, popolno podjarmljenje njenih ljudstev pa mu ni uspelo. Ko je za sovladarja razglasil svojega sina Hermenegilda, je izbruhnila državljanska vojna. Hermenegild je bil prvi vizigotski kralj, ki je zaradi svojih tesnih vezi z Rimljani prestopil v katolištvo. Po porazu v državljanski vojni leta 584 je moral v izgnanstvo. Leovigild je do konca svoje vladavine združil ves Iberski polotok, vključno s Svebskim kraljestvom, katerega je osvojil leta 585 po svebski državljanski vojni, ki je izbruhnila po smrti kralja Mira. Leovigild je z dinastičnimi porokami vzpostavil prijateljske odnose s Franki, ki so med celotno njegovo vladavino mirovali. Bil je tudi prvi barbarski kralj, ki je ustanavljal nova mesta, med njimi Reccopolis  in Victoriacum (Vitoria-Gasteiz, Baskija).

### Katoliško Toledsko kraljestvo
Ko je Leovigildov sin Rekared I. (vladal 586-601) postal kralj, je prestopil v katoliško vero. Prestop je sprožil nekaj nemirov, med katerimi je bil najbolj opazen upor arijanskega škofa Méride. Vse upore so zatrli. Rekared I. je odbil napad Frankov na severu in nato leta 589 predsedoval tretjemu cerkvenemu koncilu v Toledu. Na zboru je razglasil svojo nicejsko veroizpoved in obsodil arijanstvo. Privzel je ime Flavij, družinsko ime Konstantinske rodbine, in se razglasil za naslednika rimskih cesarjev. V Betiki se je vojskoval z Bizantinci, ki so proti njemu sprožili novo ofenzivo.
Leta 601 je na prestol prišel Rekaredov sin Liuva II., katerega je leta 603 v zaroti odstavil vizigotski plemič Viterig (vladal 603-610). Od leta 610 do 631 se je zvrstilo več kraljev, katerih vladavina se je pogosto končala z njihovim umorom. V tem obdobju je bilo dokončno osvojeno  bizantinsko ozemlje na jugu Iberskega polotoka, medtem ko se je vojna z Baski in Asturijci na severu nadaljevala vse do konca obstoja Vizigotskega kraljestva. 
Vsi kralji v tem obdobju, posebno Sizebud (vladal 612-621) so se ukvarjali z versko zakonodajo in sprejeli več ostrih zakonov proti Judom, ki je mnoge Jude prisilila k prestopu v krščanstvo. Sizebud se je uspešno vojskoval z  Bizantinci in osvojil več njihovih mest, med njimi tudi Málago. Bizantince je dokončno porazil kralj Svintila (vladal 621–631), ki je do leta 625 osvojil vse njihovo ozemlje na Iberskem polotoku. Svintila so leta 631 odstavili Franki in ga zamenjali s Sizenandom (vladal 631–636).
Nestabilnost kraljestva v tem obdobja bi lahko pripisali borbi za oblast med kralji in plemstvom. Versko zedinjenje je utrdilo politično moč cerkve, ki se je izkazovala preko cerkvenih zborov v Toledu, in plemstva. Na četrtem cerkvenem zboru, ki je bil sklican med kratkotrajnim Sizenandovim vladanjem leta 633, so kralja izobčili in izgnali in ga zamenjali s Hintilo (vladal 636–639). Cerkveni zbori so zdaj postali najmočnejša institucija v vizigotski državi. Prevzeli so glavno vlogo pri odločanju o nasledstvu, tako da so kralja zdaj volili gotski plemiški "senatorji" in cerkveni dostojanstveniki. Uzakonili so tudi svojo pravico do razprave v vseh posvetnih in političnih zadevah, ki bi lahko vplivale na cerkev. Nazadnje so odločili, da mora kralj umreti v miru in se mora po smrti razglasiti za sveto osebo, s čimer so želeli končati nasilje in umore kraljev, ki so se dogajali v preteklosti. Vsemu temu navkljub je prišlo do novega  državnega udara v katerem so Hintila leta 639 odstavili. Na njegovo mesto je prišel kralj Tulga, ki je bil že v tretjem letu vladanja odstavljen. Zbor je za novega kralja izvolil Hindasvinda (vladal 642–653). 
Med njegovo vladavino in vladavino njegovega sina Rekesvinda (vladal 653–672) so zbrali in leta 654 objavili najpomembnejši vizigotski zakonik Liber Iudiciorum. V zakoniku so bili zbrani zakoniki prejšnjih kraljev, na primer Breviarium Alarici Alarika II. in Leovigilda, in jim dodali mnogo novih zakonov. Zakonik je skoraj v celoti temeljil na rimskem pravu, v nekaterih redkih primerih tudi na starem germanskem pravu. Novi zakonik je veljal tako ta gotsko kot za špansko prebivalstvo, za katere je pred tem veljala različna zakonodaja, in zamenjal vse stare zakonike. Med ukinjenimi starimi zakoni so bili tudi strogi zakoni proti Judom. 
Iz Libra Iudiciorum je razvidno, da se je spremenil tudi sistem delitve na vojaško in civilno upravo, s čimer so vojvode (duces provinciae) in grofi (comes civitatis) prevzeli več odgovornosti, kot so jih imeli pred tem. Kraljevi služabniki ali sužnji so lahko postali ugledni uradniki in imeli široka upravna pooblastila. Ženske so lahko nasledile zemljo in plemiški naslov in z njima razpolagale neodvisno od svojih zakonskih mož ali moških sorodnikov. Če niso imele zakonitih naslednikov, so ju lahko z oporoko predale komurkoli. Ženske, starejše od štirinajst let, so lahko pričale pred sodiščem, po dvajsetem letu pa so se lahko svobodno poročale. 
Hindasvind je okrepil svojo oblast na račun plemstva in cerkve. Usmrtil je dal približno 700 plemičev in prisilil cerkvene dostojanstvenike, da so mu prisegli zvestobo. Na sedmem cerkvenem zboru v Toledu je uzakonil svojo pravico do izobčenja klerikov, ki so delovali proti njemu. Z zvijačo je za sovladarja razglasil svojega sina Rekesvinda, kar je sprožilo nov neuspešen upor gotskega plemstva in Baskov. Rekesvind (vladal 653–672) je sklical nov cerkveni koncil v Toledu, na katerem je omilil kazni za izdajo in potrdil pristojnost koncila za voljenje kraljev.
Rekesvindov naslednik Vamba (vladal 672–680) je bil izvoljen kralj. Od samega začetka vladanja se je soočal z upori v Tarakoniji in začutil potrebo po reformi armade. Sprejel je zakon, po katerem so morali  pri obrambi kraljestva sodelovati vsi vojvode, grofi in drugi vojaški poveljniki in celo škofje. Za nesodelovanje so bile zagrožene ostre kazni. Vamba so v krvavem državnem udaru odstavili. 
Njegov naslednik kralj Ervig (vladal 680–687) je sklical nov cerkven zbor in razveljavil Vambove ostre zakone, določbe v zvezi z armado pa so ostale v veljavi. Ervig je za svojega sovladarja izbral zeta Erviga, ki je kljub  nasprotovanju toledskega škofa leta 693 sklical 16. toledski cerkveni zbor, na katerem so obsodili škofov upor. Na 17. zboru leta 694 so ponovno sprejeli ostre zakone proti Judom, domnevno zaradi zarote, in mnoge zasužnjili, predvsem tiste, ki so izstopili iz krščanstva. Ervig je leta 698 za svojega sovladarja imenoval sina Vitica. O njegovem vladanju ni veliko znanega, razen tega, da je med njegovima sinovoma Ahilo in Ardom in kraljem Roderikom, ki je zasedel Toledo,  izbruhnila državljanska vojna.

### Muslimanska osvojitev kraljestva
Leta 711 je Tarik ibn Zijad, berberski vazal guvernerja islamske Afrike Muse ibn Nusairja, s približno 7000 možmi napadel Španijo. Kralj Roderik se je takrat na severu vojskoval z Baski. Muslimanski zgodovinarji, med njimi tudi Ibn Haldun, pripovedujejo legendo o iberskem plemiču Julijanu, ki je v severni Afriki zaprosil muslimanskega vojaškega poveljnika Tarika ibn Zijada za pomoč pri strmoglavljenju kralja Roderika. Roderik ni bil samo tiran, ampak je tudi ugrabil in posilil Julinanovo hčerko. Konec julija je prišlo do bitke ob reki Guadalete v provinci Cádiz. Roderika je njegovo vojska izdala in prešla na nasprotnikovo stran. Roderik je v bitki padel. Muslimani so zatem skoraj brez odpora osvojili večino južne Španije in zasedli Toledo, kjer so usmrtili nekaj vizigotskih plemičev. Leta 712 je  iz Afrike prišel guverner Ifrikije (Tunizija in zahodna Libija) Musa z armado 18.000 mož, v kateri je bil velik arabski kontingent. Leta 713 je osvojil Mérido in začel prodirati proti severu. Leta 714 osvojil Zaragozo in León, kjer je še vladal kralj Ardo. Ko je Muso odpoklical kalif, je vojaško poveljstvo prevzel njegov sin Abd al-Aziz. Muslimani so do leta 716 osvojili večino Iberskega polotoka, v letih 721 do 725 pa še Narbonsko Galijo. Uspešno upirala se je samo Asturija, kjer je vizigotski plemič Pelagij (Pelayo) s svojimi zavezniki Baski v bitki pri Covadongi leta 718 porazil muslimane. Upori so se nadaljevali tudi v Pirenejih in goratih predelih severne Španije, ki za muslimanske oblastnike niso bili kdove kako zanimivi. Na jugu Španije in Osrednji Mezeti v Kastiliji so se naselili berberi, ki so kristjanom na začetku na splošno dopuščali prakticirati njihovo vero, čeprav so bili po muslimanskih zakonih drugorazredni državljani. 

## Vizigotska naselja
V Akvitaniji je bila večina vizigotskih naselij ob reki Garoni med Bordeauxom in Toulousom. V Španiji in na Portugalskem je bila večina naselij ob reki Ebro, v okolici Méride, ob gornjem toku reke Douro, v Tierri de Campos, znani tudi kot Campi Gothorum v osrednji Kastiliji in Leónu, Asturiji, Toledu in ob reki Tagus severno od Lisbone. Manjša naselja so bila tudi drugod po kraljestvu.

## Ustanavljanje mest
Med 5. in 8. stoletjem so nova mesta v zahodni Evropi ustanavljali edino Vizigoti. Po sodobnih španskih virih so ustanovili štiri mesta, po starih arabskih virih pa morda celo pet. Vsa mesta so bila ustanovljena za vojaške namene, tri od njih tudi za proslavitev zmage. 
Prvo mesto, Reccopolis, je ustanovil Leovigild leta 578 po zmagi nad Franki v bližini vasi Zorita de los Canes. Imenoval ga je po svojem sinu Rekaredu. Zgrajeno je bilo po bizantinskem zgledu, imelo palačni kompleks in kovnico denarja. Mesto se je do 9. stoletja porušilo. 
Kmalu zatem je Leovigild po zmagi nad Baski ustanovil mesto Victoriacum. Dolgo časa se je domnevalo, da je Victoriacum predhodnik sedanje Vitorie, četudi viri iz 12. stoletja omenjajo, da je Vitorio ustanovil Sančo VI. Navarski.
Leovigildov sin z enakim imenom je okoli leta 600 ustanovil svoje mesto, ki ga Izidor Seviljski imenuje Lugo id est Luceo v Asturiji. Ustanovljeno je bilo po njegovi zmagi nad Asturijci in Kantabrijci.
Četrto in morda zadnje vizigotsko mesto je bilo Ologicus (ali morda Ologitis), ki ga je z baskovsko delovno silo leta 621 zgradil kralj Svintila kot utrdbo proti malo pred tem podjarmljenim Baskom. Mesto istovetijo s s sedanjim mestom Olite.
Peto vizigotsko mesto je Baiyara, morda sodobni Montoro. Geografska knjiga Kitab al-Rawd al-Mitar kot njegovega ustanovitelja omenja Rekareda.